# بول كومي
بول كومي (بالإنجليزية: Paul Comi)‏ هو ممثل أمريكي بدأ مسيرته الفنية سنة 1958. امتدت مسيرته الفنية لأكثر من 37 عاما. درس في جامعة كاليفورنيا الجنوبية.

## الأعمال
- الساحر
- 77 سانست ستريب
- توايلايت زون
- بيري ماسون
- ذا إف بي آي
- مانيكس
- الجحيم المرتفع
- دالاس
- فالكون كريست
- نوتز لاندينغ

## روابط خارجية
- بول كومي على موقع IMDb (الإنجليزية)
- بول كومي على موقع قاعدة بيانات الفيلم (الإنجليزية)